# The Best of Club A
The Best of Club A este o compilație de muzică rock românească editată de casa de discuri Electrecord în mai 1999. Apariția acestui disc de restituiri muzicale este strâns legată de cea de-a șasea ediție a Festivalului Club A, organizat la Sala Palatului din București în 18 iunie 1999. La acest maraton concertistic au luat parte formații și artiști reprezentativi ai scenei rock și folk autohtone: Mondial, Compact, Basorelief, Direcția 5, Sarmalele Reci, Ora Exactă, Redivivus, Sfinx Experience, Semnal M, AG Weinberger & 4Given, Alexandru Andrieș, Doru Stănculescu și Sorin Minghiat, Nicu Alifantis, Timpuri Noi. Pe lângă acest album, scos cu prilejul împlinirii a 30 de ani de existență a Clubului A din București, a fost prezentată și premiera filmului „Club A – 30 de ani”, cu imagini din arhivă cu Dan Andrei Aldea, Ovidiu Lipan Țăndărică, Liviu Tudan, Nancy Brandes, Mircea Florian, Marcela Saftiuc, Doru Stănculescu și Sorin Minghiat, Sfinx Experience, Compact, Ora Exactă, Sarmalele Reci, Timpuri Noi, AG Weinberger, Direcția 5, Nightlosers.

## Piese
1. Dorin Liviu Zaharia – Ziua bradului de noapte (Dorin Liviu Zaharia / Dorin Liviu Zaharia)
2. F.F.N. – Chemarea (Gabriel Litvin / Gabriel Litvin)
3. Mondial – Romanță fără ecou (Romeo Vanica / Ion Minulescu)
4. Roșu și Negru – Pseudofabulă (Adrian Ordean / Traian Furnea)
5. Dorin Liviu Zaharia – Cântic de haiduc (folclor, prelucrare Dorin Liviu Zaharia și Dimitrie Piki Inglessis)
6. Semnal M – Roata de foc (Iuliu Merca / Valeriu Bucuroiu)
7. Metropol – Din nou împreună (Ráduly Béla / Ráduly Béla)
8. Basorelief – Crocodilul (Iulian Vrabete / instrumentală)
9. Trio Grigoriu – Broscuța Oac (George Grigoriu / Mircea Block)
10. Mircea Florian – Podul de piatră (Mircea Florian / Mircea Florian)
11. Domino – Prefață (Sorin Chifiriuc / Tudor Arghezi)
12. Sfinx – Mierea / Horă de băieți (Mihai Cernea / Alexandru Basarab & Tudor Arghezi)
13. Phoenix – Mica țiganiadă (Nicolae Covaci / Șerban Foarță, Andrei Ujică)
14. Semnal M – Racul, broasca și o știucă (Iuliu Merca / Alexandru Donici)
15. Iris – Noaptea (Ion Nuțu Olteanu / Georgeta Dumitrescu)
16. Post Scriptum – Dacă într-o zi... (Doru Apreotesei / Gheorghe Marinescu)
17. Pro Musica – Poarta de foc (Dixie Krauser / Ștefan Dandu)
18. Cristal – April (Puiu Crețu / Tudor Arghezi)